# Corynopuntia bulbispina
Corynopuntia bulbispina là một loài thực vật có hoa trong họ Cactaceae. Loài này được (Engelm.) F.M.Knuth mô tả khoa học đầu tiên năm 1935.